# NGC 7599
NGC 7599 este o galaxie situată în constelația Cocorul. A fost descoperită în 2 septembrie 1836 de către John Herschel. Se află la o distanță de 16,83 megaparseci de Pământ.